# 史特林衝鋒槍
史特林衝鋒槍是由英國的史特林軍備公司（Sterling Armament Company）所開發完成的一種衝鋒槍。

## 設計及歷史
在第二次世界大戰中的1942年，恩菲爾德兵工廠完成了斯登衝鋒槍，為了與之抗衡，於是由G.W.派屈特（G.W.Patchett）率領著史特林軍備公司的研究小組，開始進行史特林衝鋒槍的設計。
剛開始，史特林衝鋒槍是以設計者的名字來作為其名稱，也就是派屈特衝鋒槍。在第二次世界大戰中，英國軍方不斷地對斯登衝鋒槍進行改良，並且用它來作為軍用武器，因此派屈特衝鋒槍並沒有被英國軍方所採用。在大戰結束後，史特林軍備公司仍然持續對派屈特衝鋒槍進行改良與發展，並且在1945年到1952年之間所舉辦的英國軍用新型衝鋒槍測試中，推出了最新完成的產品。
到了1953年8月，英國軍方採用了派屈特衝鋒槍來作為制式武器，並且給予了它「L2A1」的制式名稱。一般來說，英國軍方習慣將L2A1稱之為史特林衝鋒槍。而史特林軍備公司則將L2A1稱之為派屈特MkII型衝鋒槍。L2A1具有簡單的結構，是屬於反衝式設計，在圓管形的槍機容納部內部，藏有一個大且重的槍機，而且在槍機後方附有強力的複進彈簧。
L2A1的特徵在於其圓管形槍機容納部下方的垂直型握柄，以及在槍機容納部的左側裝設了香蕉型彈匣等特點。握柄上附有一個選擇鈕，可以進行全自動與半自動射擊模式的切換。形狀特殊的折疊式槍托，可以說是一種很獨特的設計，在槍機方面也是下了不少工夫，槍機的外圍刻有橫溝，利用射擊時槍機前後移動所產生的氣流從橫溝流出，便可將附著在槍機表面及槍機容納部內部的砂柆或灰塵吹走。此外，在圓管形槍機容納部的前半部有許多小孔，這是為了要增加散熱能力而設計的，而且在護木前端的下方，可以裝配上刺刀。
從1953年英國軍方開始採用史特林衝鋒槍以來，之後經過了數次的改良，並且也追加為制式裝備。在1955年，出現了經過小改良的L2A2，而在1956年，出現了經過再度改良的L2A3，並且也成為了英國軍方的制式武器。
以上這三種同系的衝鋒槍，都成為了英國的標準軍用衝鋒槍。

## 衍生型
對於同一型的衝鋒槍來說，英國軍方所使用的制式名稱和史特林軍備公司所使用的產品名稱各不相同，兩者間的比較如下表所示：
| 英方制式名称 | 史特林產品名稱 |
| ------------ | -------------- |
| 原型         | 派屈特SMGMk1   |
| L2A1         | 史特林SMGMk2   |
| L2A2         | 史特林SMGMk3   |
| L2A3         | 史特林SMGMk4   |

### 其他仿制及衍生型號

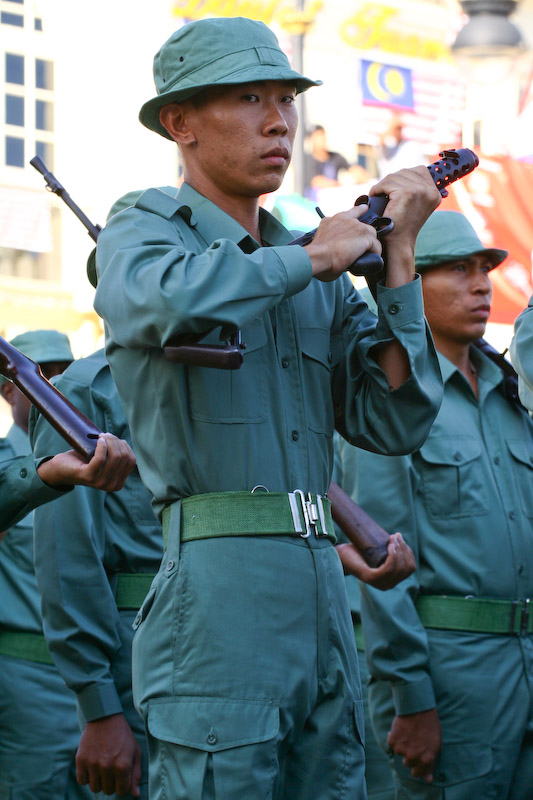
手持L2A3（Mk4）的馬來西亞皇家警察警員

由於性能優異，史特林衝鋒槍一直獲多國的軍隊、保安部隊、警隊選擇作為制式槍械使用。目前，史特林衝鋒槍大量地被更優秀的衝鋒槍（例如MP5等）取代，只剩下某些擔任特種任務的部隊仍然持續使用。
其中，L2A3除了為英國軍方所採用之外，加拿大也取得了執照而進行生產，並且加拿大軍方也拿它來作為制式武器而給予它「C1衝鋒槍」的制式名稱。L2A3同樣地在智利的FAMAE工廠也以PAF衝鋒槍的名義生產，而印度取得了生產執照並在坎普爾的兵工厂委员会進行生產，分別命名為SAF卡賓槍1A及SAF卡賓槍2A1，作為軍隊的制式武器。
至於在特殊的衍生產品方面，有一種將史特林衝鋒槍加以縮短的史特林傘兵（Para）手槍Mk7。此種Mk7包括了可以進行全自動與半自動射擊的軍用型，以及可以進行半自動射擊的警用型兩種。而就軍用型來說，又包括了Mk7A4及Mk7A8兩種產品，Mk7A4具有108mm的短槍管，Mk7A8則具有198mm的長槍管。同樣的，就只具半自動射擊功能的警用型來說，包括了具有短槍管的Mk7C4以及具有長槍管的Mk7C8兩種產品。如果有需要的話，也可以在Mk7C4及Mk7C8這兩種產品上裝設塑膠製的槍托。有一種將史特林衝鋒槍只具有半自動射擊功能而無法進行全自動射擊的史特林謷用卡賓槍Mk4，也有將撞針予以獨立，並且採用封閉式槍機系統以提升準確度的史特林CBSMk8型。

## 使用國

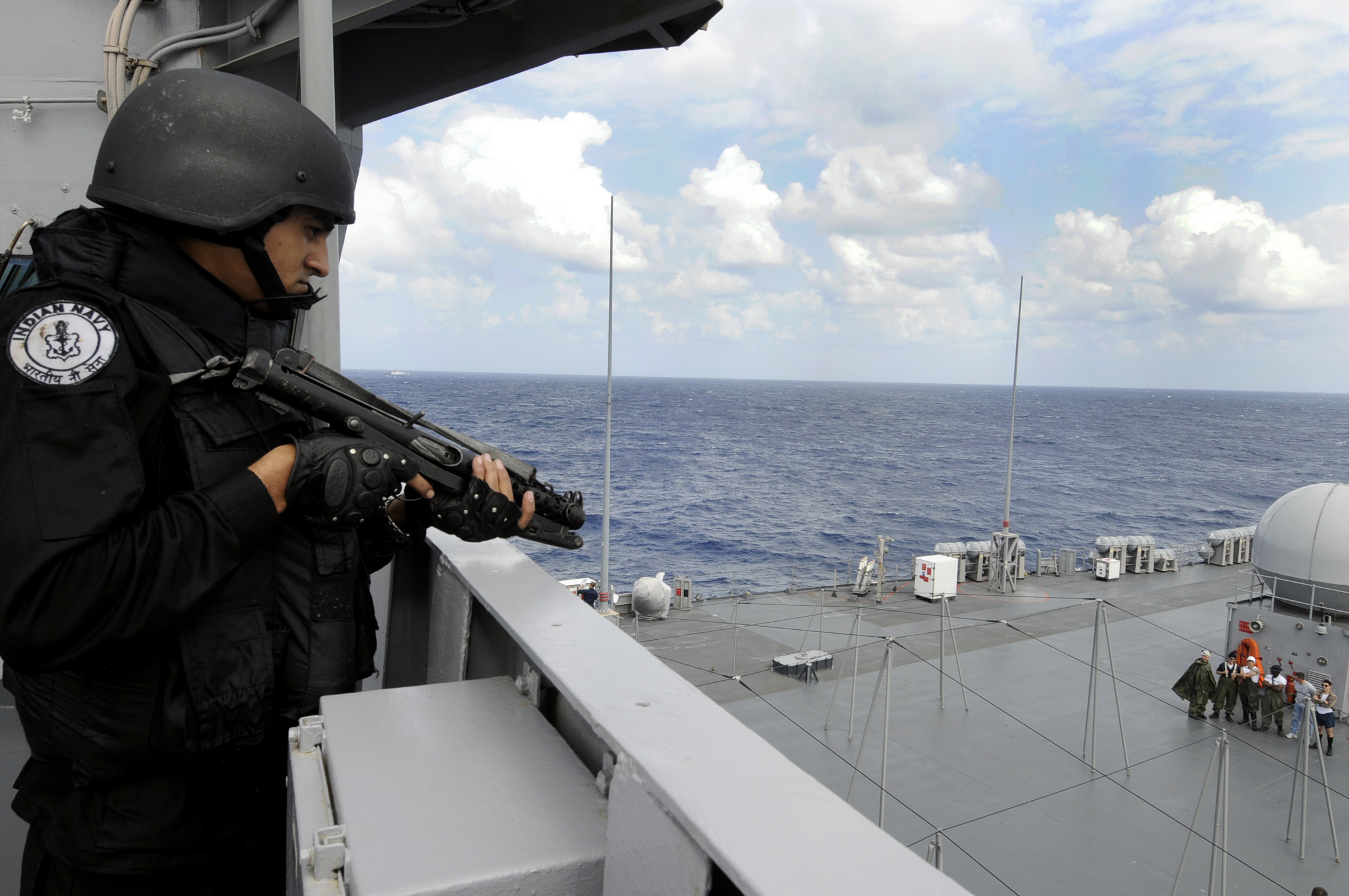
2009年人質拯救演習中的印度海軍人員

- 阿根廷
- 奥地利
- 巴哈马
- 巴林
- 加拿大
- 智利
- 賽普勒斯
- 刚果民主共和国
- 埃及
- 加彭
- 几内亚
- 英屬香港
  - 皇家香港軍團[1]
  - 皇家香港警察特別任務連
- 印度
- 伊拉克
- 牙买加
- 约旦
- 科威特
- 黎巴嫩
- 賴索托
- 利比亞
- 马拉维
- 马来西亚
- 馬爾他
- 摩洛哥
- 緬甸
- 纳米比亚
- 尼泊尔
- 新西兰
- 奈及利亞
- 阿曼
- 巴基斯坦
- 菲律賓
- 葡萄牙
- 羅德西亞
- 圣基茨和尼维斯
- 沙烏地阿拉伯
- 新加坡
- 南非
- 南蘇丹
- 西班牙
- 斯里蘭卡
- 苏丹
- 坦桑尼亚
- 千里達及托巴哥
- 突尼西亞
- 乌干达
- 阿联酋
- 英国
  - 英國軍隊（已退役）
- 葉門
- 尚比亞
- 辛巴威

## 流行文化
電影中帝國衝鋒隊所使用的E-11爆能步槍是以史特林衝鋒槍為原型。
《機器戰警》在電影中由一位雜貨店的搶匪使用，為半自動增長槍管的Mk.6型，機器戰警在制服搶匪之前將槍管增長的部分折彎而使其不能使用。

### 電子遊戲
- 2003年—《殺手傑克（英语：Contract J.A.C.K.）》
- 2014年—《叛亂（英语：Insurgency (video game)）》：型號為史特林Mk IV，叛軍專用武器。
- 2015年—：型號為加拿大版本C1，命名為「9mm C1」，由第二联合特遣部队幹員所使用。
- 2017年—
- 2018年—《叛亂：沙漠風暴》：型號為Mk IV及Mk V（使用消音器改裝後），為叛軍專屬武器。
- 2022年—《少女前線》

## 外部連結
- （中文）-http://www.survivalgame.org.hk/data/mat/gun/sterling.html
- User Handbook STERLING Sub-Machine Gun 9-mm. MK 4 （页面存档备份，存于）
- （页面存档备份，存于）
- A History of the Small Arms Made by the Sterling Armament Company